# Alejandro Molina
Alejandro Molina (10 de agosto de 1996, Tres Isletas, Chaco, Argentina) es un futbolista argentino. Juega en la posición de lateral derecho y juega en San Martín de San Juan, de la Primera División de Argentina.

## Trayectoria
A finales de 2024 consigue con el equipo el ascenso a Primera División de Argentina.

## Estadísticas

### Clubes
Actualizado hasta su último partido disputado el 4 de mayo de 2025.
| Club                             | Div.          | Temporada     | Liga  | Liga  | Liga   | Copas nacionales | Copas nacionales | Copas nacionales | Torneos internacionales | Torneos internacionales | Torneos internacionales | Total | Total | Total  |
| Club                             | Div.          | Temporada     | Part. | Goles | Asist. | Part.            | Goles            | Asist.           | Part.                   | Goles                   | Asist.                  | Part. | Goles | Asist. |
| -------------------------------- | ------------- | ------------- | ----- | ----- | ------ | ---------------- | ---------------- | ---------------- | ----------------------- | ----------------------- | ----------------------- | ----- | ----- | ------ |
| Gimnasia y Esgrima (M) Argentina | 2.ª           | 2019-20       | 9     | 0     | 0      | —                | —                | —                | —                       | —                       | —                       | 9     | 0     | 0      |
| Gimnasia y Esgrima (M) Argentina | Total club    | Total club    | 9     | 0     | 0      | 0                | 0                | 0                | 0                       | 0                       | 0                       | 9     | 0     | 0      |
| San Martín (SJ) Argentina        | 2.ª           | 2020          | 9     | 1     | 0      | 2                | 0                | 0                | —                       | —                       | —                       | 11    | 1     | 0      |
| San Martín (SJ) Argentina        | 2.ª           | 2021          | 28    | 0     | 0      | —                | —                | —                | —                       | —                       | —                       | 28    | 0     | 0      |
| San Martín (SJ) Argentina        | 2.ª           | 2022          | 24    | 1     | 1      | —                | —                | —                | —                       | —                       | —                       | 24    | 1     | 1      |
| San Martín (SJ) Argentina        | 2.ª           | 2023          | 31    | 1     | 2      | 2                | 0                | 0                | —                       | —                       | —                       | 33    | 1     | 2      |
| San Martín (SJ) Argentina        | 2.ª           | 2024          | 39    | 4     | 1      | 1                | 0                | 0                | —                       | —                       | —                       | 40    | 4     | 1      |
| San Martín (SJ) Argentina        | 1.ª           | 2025          | 13    | 0     | 0      | 1                | 0                | 0                | —                       | —                       | —                       | 14    | 0     | 0      |
| San Martín (SJ) Argentina        | Total club    | Total club    | 144   | 7     | 4      | 6                | 0                | 0                | 0                       | 0                       | 0                       | 150   | 7     | 4      |
| Total carrera                    | Total carrera | Total carrera | 153   | 7     | 4      | 6                | 0                | 0                | 0                       | 0                       | 0                       | 159   | 7     | 4      |
| 1. 2.                            |               |               |       |       |        |                  |                  |                  |                         |                         |                         |       |       |        |